# Artistique-Weltmeisterschaft 1987

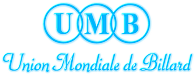
Logo UMB (ausrichtender Verband)

Veranstaltungsort: Mönchengladbach

Die Billard-Artistique-Weltmeisterschaft 1987 war das 17. Turnier in dieser Disziplin des Karambolagebillards und fand vom 17. bis zum 20. Dezember 1987 in Mönchengladbach statt. Es war die erste Artistique-WM in Deutschland.

## Geschichte
Mit seinem sechsten Titel bei einer Billard-Artistique-Weltmeisterschaft hält Raymond Steylaerts ab jetzt einen weiten Rekord in dieser Karambolagedisziplin. Die Stadthalle Rheydt bot dafür auch einen würdigen Rahmen und wurde von allen Teilnehmern und der zahlreichen Presse für die excelente Ausrichtung gelobt. Bei noch keiner Artistique-WM war das Niveau so hoch, was auch der Turnierdurchschnitt beweist. Hinter Steylaerts boten auch der Zweite Jean Reverchon und der Dritte Jean Bessems absolute Weltklasseleistungen.

## Modus
Gespielt wurden 68 verschiedene Figuren mit verschiedenen Punktewertungen. Jeder Teilnehmer hatte pro Figur drei Versuche. Die maximale Punktzahl betrug 500 Punkte.

Gewertet wurde wie folgt:
1. Punkte = Erzielte Punkte
2. Versuche = Anzahl der gespielten Versuche
3. gelöste Figuren = gelöste Figuren
4. HS = Punkte der nacheinander gelösten Figuren

## Abschlusstabelle
| Platz                        | Name               | Punkte | Versuche | gel. Figuren | HS |
| ---------------------------- | ------------------ | ------ | -------- | ------------ | -- |
| 1                            | Raymond Steylaerts | 348    | 149      | 50           | 85 |
| 2                            | Jean Reverchon     | 312    | 159      | 45           | 48 |
| 3                            | Jean Bessems       | 309    | 145      | 44           | 69 |
| 4                            | Léo Corin          | 305    | 144      | 45           | 68 |
| 5                            | Xavier Fonellosa   | 298    | 148      | 42           | 72 |
| 6                            | Norbert Schmidt    | 284    | 153      | 40           | 54 |
| 7                            | Jan Brunnekreef    | 279    | 160      | 40           | 59 |
| 8                            | Tadashi Machida    | 276    | 147      | 41           | 74 |
| 9                            | Jordi Oliver       | 205    | 176      | 31           | 26 |
| 10                           | Günther Brockshus  | 183    | 165      | 27           | 17 |
| Turnierdurchschnitt: 55,98 % |                    |        |          |              |    |